# Sumerian Cry
Sumerian Cry ist das Debütalbum der schwedischen Metal-Band Tiamat.

## Entstehung
Einige der Lieder wurden geschrieben, als die beteiligten Mitglieder noch unter dem Namen Treblinka aktiv waren. 1989 verließen Emetic und Najse Auschwitzer Treblinka, um sich auf ihre andere Band Expulsion zu konzentrieren, während Hellslaughter unter dem neuen Namen Tiamat weiterhin aktiv war. Beide wirkten jedoch noch an den Aufnahmen des Debüts mit. Während bei Daniel Ekeroth von einem Namenswechsel die Rede ist und auch das ehemalige Mitglied Juck dies so sieht, bezeichnete Megalomaniac Productions Treblinka als Edlunds erste Band, und Edlund selbst äußerte, Treblinka habe mit Tiamat nichts zu tun. Einige unter dem Namen Treblinka aufgenommene Stücke wurden für Tiamats Debütalbum Sumerian Cry neu aufgenommen. Die Aufnahmen fanden im Oktober 1989 im Sunlight-Studio statt und wurden von der Band selbst bezahlt. Sumerian Cry ist damit das erste im Sunlight-Studio aufgenommene Album der schwedischen Death-Metal-Szene noch vor den Klassikern von Entombed und Carnage, blieb aber bis April 1990 unveröffentlicht und wurde im Gegensatz zu den später typischen Sunlight-Aufnahmen von der Band selbst produziert. Die Band wurde von C.M.F.T. „abgezockt“.

## Titelliste
1. Intro – Sumerian Cry (Part 1) – 0:57
2. In the Shrines of the Kingly Dead – 4:09
3. The Malicious Paradise – 4:28
4. Necrophagios Shadows – 4:35
5. Apothesis of Morbidity – 6:05
6. Nocturnal Funeral – 4:05
7. Altar Flame – 4:30
8. Evilized – 5:00
9. Where the Serpents Ever Dwell/Outro – Sumerian Cry (Part 2) – 6:08
10. The Sign of the Pentagram – 3:54

## Musikstil und Texte
Das Album weicht stark von den meisten zeitgenössischen schwedischen Bands ab und klang nicht wie Entombed oder Carnage und auch nicht wie Merciless. Im Grunde führt Sumerian Cry Treblinkas Weg fort. Musikalisch ist es „eindeutig Death Metal, mit einem fleischigen Klang und Edlunds tiefem, growlenden Gesang“. Das Auftreten der Band, die daraus resultierende Atmosphäre und die „dunklen und mysteriösen Texte“ rücken die Band in die Nähe des Black Metal; für Ekeroth jedoch wird „jede Atmosphäre, die hätte kreiert werden können, durch die Blues-Passage und das lächerliche Cartoon-Sampling am Ende der Schallplatte ruiniert. Damals ging es bei Metal um Spaß.“ Der Stil ist primitiv, wie Hellslaughter selbst äußerte.

## Kritiken
Frank Albrecht bezeichnete das Album im Magazin Rock Hard als „katastrophal produziert“ und die Lieder als „nur ansatzweise hörbar, die Texte megapeinlich und die Schlagzeugarbeit geradezu lächerlich“. Nach der Veröffentlichung zweier neuer Lieder auf dem Sampler Eyes of Death ziehe „man den Namen der Band durch die Veröffentlichung dieser Scheibe in den Dreck“, und das Album reflektiere „bei weitem nicht mehr den gegenwärtigen Standard dieser schwedischen Formation“. In seiner Kritik zum Nachfolger The Astral Sleep schrieb er, die Band habe „viel schlechter als auf ihrer Debüt-Scheibe ‚Sumerian Cry‘ […] wirklich nicht werden“ können, aber der Nachfolger sei eine „echte Überraschung“, und er habe von der Band „eine Langrille dieses Kalibers […] nun beileibe nicht erwartet“. Im Slayer-Fanzine hingegen wurde die LP als großartig bezeichnet. Ekeroth zufolge zeigt das Album das begrenzte Talent der Band, die nicht präziser habe spielen können, aber er und andere in der Szene hätten das Album geliebt und Tiamat respektiert.  2009 nahm das Rock Hard das Album in seine Liste der „250 Black-Metal-Alben, die man kennen sollte“ auf.